# 是－ZE－
《是－ZE－》（日语：是-ZE-）是志水雪的BL漫畫作品。在月刊雜誌《Dear+》連載。

## 故事簡介
無依無靠的雷藏來到一座大房子打工，可是卻在那裡目睹許多不可思議的事情，這是因為住在那裡的都不是一般人，而是「言靈師」和「紙人」……

## 登場角色
※ 「聲 - 」為廣播劇CD的配音員。

### 吉原家
七川・J・雷蔵（しちかわ・ジョン・らいぞう）
聲 - 鳥海浩輔
主人公，吉原家的廚師，金髮藍眼的日本人。自幼父母雙亡，在鄉下和祖母相依為命。
祖母死後因為房子拿去抵押繳遺產稅，所以到吉原家當男傭，同時唸料理專科學校。
雖然沒有言靈能力，但堅持當紺的言靈師。
紺（こん）
聲 - 福山潤
沒有言靈師的紙人。為了尋求自己存在的意義而從事性交易維生。
但與雷藏相遇後改變想法，並且也學會了「喜歡」的感受，成為雷藏的紙人。
吉原和記（よしわら わき）
聲 - 一条和矢
製作紙人的師傅「人形師」，擁有不死之身，活了不知多少的年月。性格捉摸不定、城府深，愛捉弄人，酒癡。
出身自某個法師家族，與力一相遇後便與三刀本家同居、製造神紙，為了力一什麼都能捨棄，受力一言靈束縛，世代為三刀家製作紙人。
三刀櫻花（みとう おうか）
聲 - 神谷浩史
言靈師。俊美的男裝麗人，喜歡cosplay。
性格沉著，任職百合卍偵探社社長。出身為三刀分家之一，為三姊弟的次女。
紅緒（べにお）
聲 - 吉住梢
櫻花的紙人，對櫻花百依百順，常常將她cosplay各種衣服。
前任言靈師是吟香，吟香失去力量後變回過白紙，遺忘所有記憶。
三刀琴葉（みとう ことは）
聲 - 綠川光
言靈師，前任三刀家當主。繼承了前任當主母親千乃，祖父力一嫡傳的強大言靈能力，是現存言靈師當中能力最為強大的，僅靠叫喊就能破壞建築物。但後來因故搬出居住於吉原家並放棄當主身分，和母親千乃長得一模一樣。
喜歡甜食，尤其是冰淇淋。平時不愛說話，只有在慾望本能的發作與驅使之下，話才會變多。
近衛（このえ）
聲 - 中井和哉
原力一所屬的三神紙之一，現為琴葉的神紙。為所有神紙之中，堪稱最堅固、耐用的。
性格硬派，自琴葉幼時就照顧著他，十分溺愛琴葉，常被阿沙利捉弄。。
真鉄（まがね）
聲 ‐ 下野紘
原力一所屬的三神紙之一，由於當初製作時誤混入和記所疼愛的狼的骨骸，因此有者狼的性格與型態，受到异常惊吓或是有特殊感觉时，头上会出现狼耳朵，当情绪非常低落，甚至会变回原本狼的型态。性格純真，對和記是最重要、最珍惜的存在。
因穂積事件之故與力一一同死亡，在故事結末時復活，不是為了侍奉新的言靈師，而是為了陪伴和記而重生，和阿沙利一樣重生後仍保有過去的記憶。睡著時會亂跑，曾跑到彰伊和阿沙利、紺和雷藏的房裡睡覺。

### 三刀本家
三刀彰伊（みとう しょうい）
聲 - 森川智之
三刀家現任當主的言靈師，琴葉的義兄，實力僅次於琴葉的強大言靈師（血緣上為母方的舅甥、父方的堂兄弟關係）。
在父母相繼死去後，便由表姐千乃夫婦收養。個性獨立，自小被逼為三刀家奉獻並和阿沙利相處，因而對三刀本家抱持複雜的心情，非常珍視阿沙利，對阿沙利許下來生之契，奇蹟的讓阿沙利復活後仍保有過去的記憶。
阿沙利（あさり）
聲 - 千葉進步
原力一所屬的三神紙之一，和記創造的第一位神紙，是所有神紙之中年紀最大，常以前輩角度照顧其他神紙，各方面都堪稱最強的神紙。
擁有美艷的外表，個性我行我素，講話毒辣，愛捉弄人，更愛賭博，標準的賭鬼一隻，操著關西腔，有著女王般的氣質，少數能令玄間啞口無言的人。
在力一死去後，經過一番心理波折成為彰伊的神紙，因為對彰伊的愛和約定，奇蹟的復活後仍記得所有的事。
三刀力一（みとう りきいち）
聲 - 小西克幸
琴葉的祖父、彰伊的舅父。在世時為三刀家當主，妻子百代在生下千乃後去世。
言靈之力堪稱三刀家首屈一指，也是唯一擁有阿沙利、近衛和真鉄三位神紙的最強言靈師，和和記的關係相當微妙。
為了救還是嬰兒的彰伊墜落山涯而丟了性命，但由於沒有任何依戀之物而無法以神紙重生。
三刀宇多（みとう うた）
聲 - 中原麻衣
力一的妹妹，彰伊之母，年輕時與哥哥相依為命。
在河邊救了身受重傷的穂積後，愛上了他，與穂積一同離開紙里到都市結婚、生活。
生下彰伊不久之後，便因為長時間承受言靈之力的反彈，身體逐漸衰弱而死。
白波瀨（しらはぜ）
聲 - こおろぎさとみ
宇多的神紙，在宇多與穂積離開三刀家後，留下來成為千乃的神紙。
在千乃過世後，一直照顧千乃的兒子琴葉，直到化作白紙為止。
三刀千乃（みとう ゆきの）
聲 - 高本めぐみ
力一的女兒，琴葉之母。繼力一之後，為三刀家當主，擁有非常強大的言靈之力，和丈夫貴光產下琴葉後過世。
三刀貴光（みとう たかみつ）
聲 - 前野智昭
千乃的丈夫、琴葉之父。原為外界的普通人上班族，因故被三刀家收留，並與千乃產生感情。
當千乃過世、琴葉尚幼時，暫代三刀家當主一職，直到胃癌過世為止，雖沒有言靈能力，和記依照他的遺願將之與妻子骸骨放置一起。

### 八代不動產事務所
八代玄間（やしろ げんま）
聲 - 三宅健太
冰見的言靈師，房屋仲介商。介紹雷藏到三刀家打工。
小時候和母親被父親成間趕出家門，而與母親相依為命，憎恨父親。
冰見（氷見（ひみ））
聲 - 平川大輔
玄間的紙人。前任言靈師是玄間的父親成間。為了成間的遺言而成為玄間的紙人。
在一次事件中不小心被刺到核而變回白紙，和記重新製造後失去所有記憶，成為玄間的專屬紙人。
北村隆成（きたむら りゅうせい）
聲 - 小野大輔
守夜的言靈師。意外用言靈殺死了母親，因此過著放蕩不羈的生活，直到遇見守夜開始改變。
守夜（もりや）
聲 - 子安武人
隆成的紙人。為了不隨過世的前主人化為白紙而投奔隆成，遭到不理不睬的冷漠對待，但最終仍訂下正式契約。

### 其他
三刀月斗（みとう つきと）& 三刀星司（みとう せいじ）
聲 ‐ 中村悠一 & 鈴木達央
初陽的言靈師。因為是雙胞胎所以言靈的能力會減半，必須兩人同時說出才有效。
初陽（はつひ）
聲 ‐ 梶裕貴
月斗和星司的紙人，非常受月斗和星司兩雙胞胎的喜愛。
三刀成間（みとう せいま）
玄間的父親，冰見的前任言靈師。
三刀秋光（みとう あきみつ）
紺原本的言靈師。因為沒等到紺來就使用言靈，而賠上一條命。
吟香（ぎんか）
秋光的母親。原本也是言靈師，生下秋光後便失去力量。不願相信兒子已死的事實，之後彰伊用言靈把她關於兒子的記憶消除。
莉莉（リリー）
隆成熟識的酒店媽媽桑，為女裝扮相的魁梧男子。
竹脇一夫（たけわき かずお）
隆成經營的便利超商員工，亦是隆成的同伙小弟。
竹脇洋次（たけわき ようじ）
竹脇的弟弟、受哥哥與隆成疼愛。
穂積（ほづみ）
聲 ‐ 谷山紀章
宇多的丈夫、貴光的弟弟，彰伊的生父。過去和哥哥分開，是個沒有人性的混混、甚至危害到哥哥性命，因此兩人相互結仇。
來到三刀家後愛上宇多並結婚，為了治好妻子宇多的病，不惜以還是嬰兒的兒子作為人質，返回紙里向三刀一家勒索金錢，當作宇多的治療費，最後失敗，死於和記的刀下，間接造成力一和真鐵死亡的兇手。

## 用語
言靈
讓言語成真的力量。
言靈師
能使用言靈能力的人。三刀家則是操縱言靈的世家。
女性言靈師一旦生了小孩便會失去力量，力量會由孩子繼承，也必須歸還紙人。
紙人
他們的外表看起來和普通人一樣，但因為由紙所製成所以害怕溼氣。
紙人主要的任務是守護言靈師的生命，並代替主人承受一切災厄。
紙人可以治療(轉移)傷害，但無法讓死人復生。
另外，紙人必須和所屬的言靈師同性別。
用紙人承受傷害的方式有兩種，其一為言靈師使用言靈轉移，其二為黏膜接觸。紙人也可以替言靈師以外的人治療。
在日文中"紙人"和"神"的發音相同。
白紙
沒有言靈師的紙人會變回白紙，並失去所有記憶進入沉睡。
對紙人來說，變回白紙便代表死亡。
隱身蓑衣
和記製作的狐狸面具和白和服，可以隱藏蹤跡，不過只對三刀家的人有效，普通人不受影響。

## 單行本
| 卷數 | 新書館         | 新書館             | 青文出版社     | 青文出版社         |
| ---- | -------------- | ------------------ | -------------- | ------------------ |
| 1    | 2004年12月25日 | ISBN 9784403660993 | 2007年6月5日   | ISBN 9789861569352 |
| 2    | 2005年8月30日  | ISBN 9784403661181 | 2007年7月13日  | ISBN 9789861569567 |
| 3    | 2006年2月28日  | ISBN 9784403661334 | 2007年7月23日  | ISBN 9789862090046 |
| 4    | 2006年10月30日 | ISBN 9784403661549 | 2007年8月6日   | ISBN 9789862090329 |
| 5    | 2007年6月30日  | ISBN 9784403661723 | 2007年11月3日  | ISBN 9789862091487 |
| 6    | 2007年12月25日 | ISBN 9784403661891 | 2008年4月15日  | ISBN 9789862093016 |
| 7    | 2008年10月30日 | ISBN 9784403662270 | 2009年1月20日  | ISBN 9789862096956 |
| 8    | 2009年7月30日  | ISBN 9784403662522 | 2009年10月19日 | ISBN 9789862560327 |
| 9    | 2010年4月30日  | ISBN 9784403662713 | 2010年7月25日  | ISBN 9789862563717 |
| 10   | 2010年12月29日 | ISBN 9784403662959 | 2011年5月25日  | ISBN 9789862567517 |
| 11   | 2011年7月30日  | ISBN 9784403663178 | 2012年1月13日  | ISBN 9789862563717 |

## 外部連結
- （日語）《Dear+》官方網站 （页面存档备份，存于）
- （日語）新書館 - 全體檢索：是―ＺＥ― （页面存档备份，存于）